# Toxorhynchites towadensis
Toxorhynchites towadensis är en tvåvingeart som först beskrevs av Matsumura 1916.  Toxorhynchites towadensis ingår i släktet Toxorhynchites och familjen stickmyggor. Inga underarter finns listade i Catalogue of Life.